# Lil Scrappy
Lil Scrappy, artiestennaam van Darryl Kevin Richards II (Atlanta, 20 januari 1984), is een Amerikaans rapper. Zijn muziekstijl is crunk.
Hij werkte aanvankelijk aan zijn bekendheid in het zuidoosten van de Verenigde Staten en brak vervolgens landelijk door. Lil Jon van BME Recordings wordt gezien als zijn ontdekker. In 2003 had hij een hit met Head bussa en een jaar later kwam hij samen met Trillville met een ep en zijn single No problem. In 2006 bracht hij het album Bred 2 die born 2 live uit waarvan de single Money in the back verscheen. Zijn nummer Swoop swoop diende als inspiratie, nagenoeg cover voor het nummer Uhh uhh van de Nederlandse rapper YS.
Hij had zeven hits in de Billboard Hot 100, waarvan What u gon' do ook in Duitsland en het Verenigd Koninkrijk genoteerd stond.
In 2009 speelde hij de rol van Jay in de film Just another day.
- Bibliothèque nationale de France: cb15035354f (data)
- Gemeinsame Normdatei: 135367646
- International Standard Name Identifier: 0000 0000 5520 0166
- Library of Congress Control Number: no2005026736
- MusicBrainz: 77fafce8-a32f-4d42-bdce-266bbf913cee
- Virtual International Authority File: 5211370
- WorldCat: E39PBJdGQPjpXBHgmdmKPdgtKd